# انید بیکول
انید بیکول (زاده ۱۶ دسامبر ۱۹۴۰) برای تیم کریکت زنان انگلستان در ۱۲ تست بین سال‌های ۱۹۶۸ و ۱۹۷۹ و در ۲۳ مسابقه بین‌المللی یک روزه بازی کرد. او یک بازیکن ارتدوکس راست دست و آهسته با بازوی چپ است. او ادعای قوی دارد که به عنوان بهترین بازیکن همه‌کاره بازی زنان انگلیسی در نظر گرفته می‌شود. او در تست‌ها ۱۰۷۸ ران با میانگین ۵۹٫۸۸ و همچنین ۵۰ ویکت با میانگین ۱۶٫۶۲ را به دست آورد. او در آزمون نهایی، امتیازهای ۶۸ و ۱۱۲ (از مجموع ۱۶۴ امتیاز انگلستان) را به دست آورد و در مقابل وست ایندیز در ادگباستون در سال ۱۹۷۹، ۱۰ برای ۷۵ (شامل بهترین ارقام دوران حرفه‌ای در نوبت دوم ۷–۶۱) گرفت. آخرین حضور او در دابلیواودی‌آی در فینال جام جهانی کریکت زنان در سال ۱۹۸۲ بود.

## زندگی شخصی
بیکول در روستای نیوستد، ناتینگهام‌شر به دنیا آمد. او از سنین پایین تشویق به بازی کریکت شد. او در مدرسه ابتدایی در نیوستد و در مدرسه گرامر شهرستان برینکلیف، ناتینگهام تحصیل کرد. او پس از بازی برای یک باشگاه محلیبه نام ناتز کژوالز دابلیوسی‌سی، در سن ۱۴ سالگی شروع به بازی برای تیم بانوان شهرستان ناتینگهام‌شر کرد. او ابتدا روی حرکات و ضربه‌های خود تمرکز کرد، اما تشویق شد تا بولینگ آهسته بازوی چپ خود را توسعه دهد، که او از تونی لاک الگوبرداری کرد.
او در کالج تربیت بدنی دارتفورد تحصیل کرد و در سال ۱۹۵۹ فارغ‌التحصیل شد. او با کالین بیکول، مهندس برق رولزرویس ازدواج کرد. دختر آنها در سال ۱۹۶۶ به دنیا آمد.

## حرفه کریکت
بیکول برای انتخاب تور آزمایشی به استرالیا در سال ۱۹۶۳ در نظر گرفته شد. او باردار بود و به همین دلیل نتوانست در تست‌های سال ۱۹۶۶ شرکت کند. او به تور ۱۹۶۸–۱۹۶۹ پیوست و در هر سه تست در برابر استرالیا و هر سه تست در برابر نیوزیلند بازی کرد. او در اولین تست خود، در برابر استرالیا در سال ۱۹۶۸، یک سنچری برای اولین بار بازی کرد، و همچنین در اولین و دومین آزمون در برابر نیوزیلند در سال ۱۹۶۹، چندین سنچری را به ثمر رساند.
کوچک اما سریع و ورزشکار، با پاهای خوب، در تور به میانگین ضربه زدن ۳۹٫۶۰ در ۲۹ نوبت دست یافت و ۱۱۸ ویکت با میانگین بولینگ ۹٫۷۰ گرفت.
در اولین رقابت‌های جام جهانی زنان در سال ۱۹۷۳، که انگلستان برنده شد، در بازی نهایی مقابل استرالیا امتیاز ۱۱۸ را به ثمر رساند و در ۱۲ اور امتیاز ۲/۲۸ را از آن خود کرد. او همچنین در ۴۱ سالگی در جام جهانی کریکت زنان در سال ۱۹۸۲ بازی کرد و ۳ بر ۱۳ در مقابل هند در وانگانوی و سپس ۳ بر ۱۳ در مقابل تیم بین‌المللی در ولینگتون بازی کرد.
او همچنین در سه تست خانگی مقابل استرالیا در سال ۱۹۷۳ و سه تست خانگی مقابل هند غربی در سال ۱۹۷۹ بازی کرد. در ادگباستون در سال ۱۹۷۹، او ۶۸ گل را در نوبت اول به ثمر رساند، ضربات خود را به ثمر رساند تا در نوبت دوم ۱۱۲ گل را به ثمر برساند و در ۷۵ امتیاز ۱۰ را به دست آورد (۳–۱۴ و ۷-۶۱).

## بعد ورزش
او به بازی برای ایست میدلندز و بعداً برای ساری تا ۵۰ سالگی ادامه داد. او یک مربی واجد شرایط بورد کریکت انگلستان و ولز است. بیکول تا دهه ۸۰ از عمر خود به بازی کریکت ادامه داد و در سال ۲۰۲۱ برای تیم زنان کیتورپ سی‌سی بازی کرد و در سال ۲۰۲۲ با تیم بانوان کهنه‌کار انگلیس تور استرالیا را برگزار کرد و در برابر تیم‌های کهنه‌کار مردان و زنان بازی کرد.
بیکول در سال ۲۰۱۲ وارد تالار مشاهیر کریکت آی‌سی‌سی شد و سومین زن کریکت‌بازی شد که به این تالار راه یافت ( پس از ریچل هیهو فلینت و بلیندا کلارک).
او نشان شایستگی بریتانیا را در جشنواره افتخارات سال نو ۲۰۱۹ دریافت کرد.